# Déltenger kincse
A Déltenger kincse (Tales of the South Seas) egy 1998-as ausztrál-francia televíziós kalandfilm-sorozat. Jack London története nyomán készült. 
Magyarországon először a TV2 tűzte műsorára 1999. november 22-én, majd 2011. július 14-én az M1 sugározta.

## Történet
A sorozatot Queenslandben, Whitsunday Coast-on forgatták, amely a klasszikus Jack London történeten alapul. A epizódok során a zord, de mégis karizmatikus David Grief és polinéz barátja Mauriri veszélyekkel teli kalandjait követhetjük nyomon egy egzotikus világban a Csendes-óceán dél-tengeri szigetein.
David Grief (William Snow) és Mauriri Lepau (Rene Naufahu) Tahiti szigetén közös hajójukkal keresik a pénzt a megélhetésre. David öt éve udvarol a kis falu kocsmáját vezető Laviniának. David és Mauriri sokat dolgozik, ám az álnok Günter egy német érdekeltség képviseletében gyakran keresztbe tesz nekik.

## Szereplők
- William Snow (David Grief)
- Rene Naufahu (Mauriri Lepau)
- Rachel Blakely (Isabelle Reed)
- Rowena King (Lavinia Timoto)
- Mark Lee (Colin Trent tiszteletes)
- Kimberley Joseph  (Clare Devon)
- Adrian Wright (Jean Morlais hadnagy)
- Jon Bennett (David Lageure)
- Chuti Tiu (Tahura Savue)

## Epizódok
1. Paradise Regained
2. The Devil's Pearl
3. The Locket
4. Lessons for a Warrior
5. Epiphany
6. The Fiery Messiah
7. Az arany csali (Blackbirding)
8. Az útonállók (The Rabblercrouser)
9. Isabelle's Brother
10. The Boxer Rebellion
11. The Statue
12. Ébredés (Fool's Gold)
13. The Assassin
14. The Outlaws
15. Fatal Shore
16. Fast Company
17. The Eye of Tangaroa
18. Rock of Ages
19. Grief and the Lepers
20. The Compass and the Killer
21. The Tender Trap
22. The End of Jenny